# Marc Cepari
Marc Cepari (en llatí Marcus Caeparius) va ser un cavaller de Tarracina, que va participar en la conspiració de Catilina. Va preparar la rebel·lió als pastors de la Pulla i estava a punt de sortir de Roma amb aquest propòsit quan els conspiradors van ser detinguts per Ciceró. Va escapar de la ciutat però durant la fugida el van detenir, i va ser retornat a Roma sota custòdia de Gneu Terenci. Fou executat poc després junt amb altres conspiradors al Tullianum l'any 63 aC.